# Sonderanhänger 58

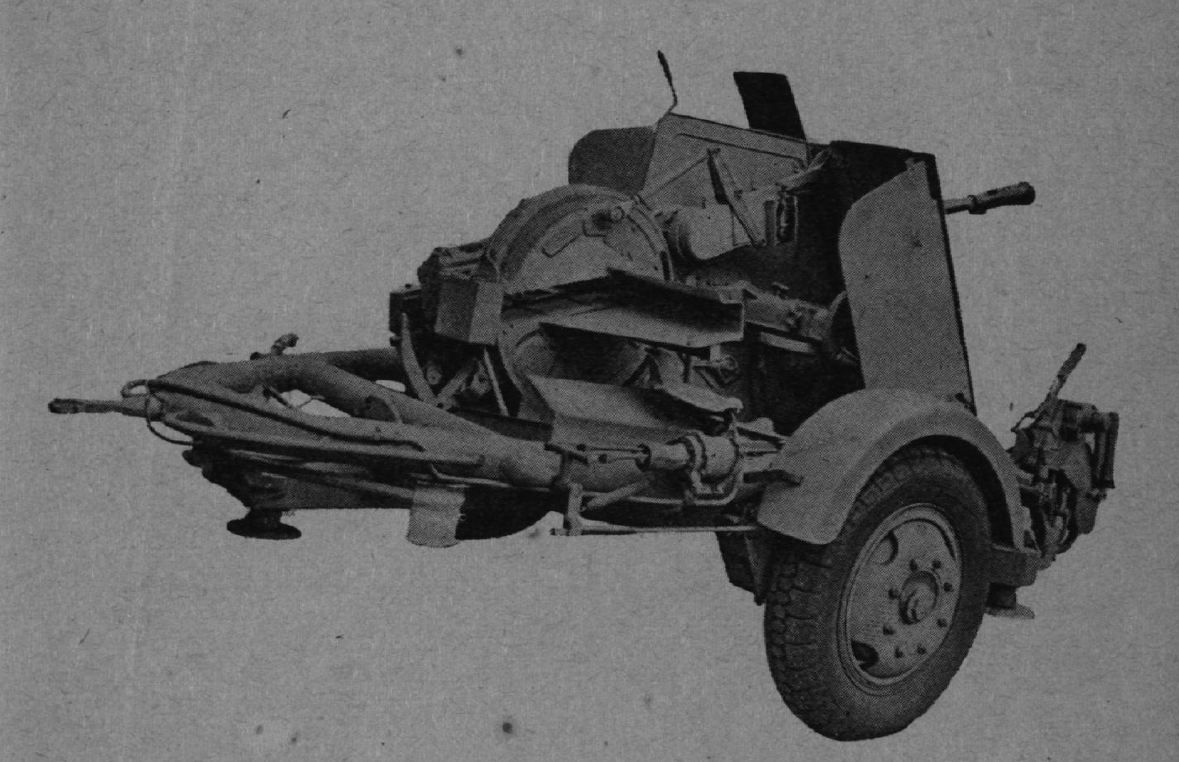
Flak 43 auf Sonderanhänger 58 in Fahrstellung

Der Sonderanhänger 58 (kurz: Sd. Ah. 58) diente bei der Wehrmacht zum Transport der 3,7-cm-Flak 43.

## Entwicklung
Um die 3,7-cm-Flak 43 fahrbar zu machen, wurde ein Anhänger speziell für dieses Geschütz entwickelt. Dabei löste der Sonderanhänger 58 mit der Flak 43 den früheren Sonderanhänger 52 mit der 3,7-cm-Flak 36 ab.

## Technische Beschreibung
Der Sonderanhänger 58 bestand aus 6 Hauptteilen. Dies waren 
- der Rahmen mit Schwingschenkel, Achse und Federn
- die Bremsanlage
- die Kettenwinde
- die Kotflügel
- die Räder
- und die Beleuchtungseinrichtung.[2]

Der Rahmen des Anhängers war gabelförmig mit einer vorderen Querversteifung mit einer auswechselbaren Zugöse am vorderen Ende. Hinter der Zugöse befand sich der schwenkbare Aufnahmehaken zum Einhängen des Tragezapfens des Lafettendreiecks. Um den Anhänger mit Muskelkraft bewegen zu können, befanden sich Handgriffe an beiden Seiten des Rahmens. Ausgerüstet war der Anhänger mit einer Druckluftbremse und einer unabhängig arbeitenden Handhebelbremse. Um die Druckluftbremse zu befüllen, wurde der Druckluftschlauch mit dem Zugfahrzeug verbunden. Die Handbremse wurde durch Zug- und Bremshebel betätigt. An den Enden der Längsholme befand sich je eine Winde, um das Geschütz hochziehen bzw. ablassen und verzurren zu können. An den Gehäusen der Winden befanden sich klappbare Antriebskurbeln, Kurbelhalter und Zurrhaken. An den Kotflügeln befanden sich Haken und Schnallriemen, um das Geschütz sichern zu können. Die Räder waren luftbereifte Scheibenräder mit 5,7 atü und der Bremstrommel. Als Beleuchtungseinrichtung bezeichnete man beim Sonderanhänger 58 die Rück- und Bremslichter.

## Einsatz
Bereits nach der Einführung des Anhängers wurden die ersten Mängel festgestellt. Eines der Hauptprobleme waren die Winden, welche steckenblieben oder sich verhakten. Durch eine Formänderung wurden die meisten Mängel jedoch schnell behoben. Die am häufigsten eingesetzten Zugmittel waren der Raupenschlepper Ost, das Sonderkraftfahrzeug 3, schwere geländegängige Lastkraftwagen 4,5 t oder auch die mittleren und schweren Lastkraftwagen (offen) mit 3 t oder 4,5 t. Zusammen mit der 3,7-cm-Flak 43 kam der Sonderanhänger bei den motorisierten Fla-Batterien der Luftwaffe und bei den Fla-Kompanien des Heeres zum Einsatz. Eine Heeres-Fla-Kompanie hatte dabei einen Soll-Bestand von neun Sonderanhängern 58.